# 杰拉丁妮·詹姆斯
潔拉汀·詹姆斯（英語：Geraldine James，1950年7月6日—），是一名獲大英帝國勳章的英國女演員。她在1989年飾演百老匯劇院重啓版《威尼斯商人》的波西亞而獲得東尼獎最佳話劇女演員提名，並贏得戲劇桌奬最佳話劇女演員。她以《她早走了》在1989年威尼斯影展贏得沃爾庇杯最佳女演員獎。劇場導演彼特‧豪爾說詹姆斯是偉大英國經典女演員。
詹姆斯以《假人》、《皇冠上的宝石》、《金帶》和《罪恶》四次入圍英國影藝學院電視最佳女演員獎。她還在《大英國小人物》飾演用母乳餵養的母親品彻尔女士。她的電影作品包括《甘地》、《高個子》、《福爾摩斯》、《魔境夢遊》、《龍紋身的女孩》和《45年》。從2017年開始，她主演網飛電視劇《安妮》，並在2019年上映的電影《唐頓莊園》飾演瑪莉女王。

## 早年生活與家人
詹姆斯生於英國伯克郡梅登黑德。父親為心臟科醫生。她就讀伯克郡紐伯里女子私立學校唐屋中學。1973年，從倫敦戲劇中心畢業後，她在劇目劇院開始演藝生涯。

## 外部鏈接
- 杰拉丁妮·詹姆斯在互联网电影资料库（IMDb）上的資料（英文）
- 杰拉丁妮·詹姆斯 在英國電影協會的Screenonline